# Xã Hematite, Michigan
Xã Hematite (tiếng Anh: Hematite Township) là một xã thuộc quận Iron, tiểu bang Michigan, Hoa Kỳ. Năm 2010, dân số của xã này là 338 người.